# Parlamentsdienste
Die Bezeichnung Parlamentsdienste (französisch Services du Parlement, italienisch Servizi del Parlamento, rätoromanisch Servetschs dal Parlament, englisch Parliamentary Services) wird verwendet für
- eine Stabsstelle der Schweizerischen Bundesversammlung, des Schweizer Parlaments, siehe: Parlamentsdienste (Schweiz).
- für Stabsstellen von Schweizer Kantons- und Stadtparlamenten, z. B. im Kanton Bern[1] oder der Stadt Zürich.[2] Von einigen Parlamenten wird die Bezeichnung Parlamentsdienst in der Einzahl verwendet, z. B. im Kanton Basel-Stadt[3]
- eine Unterabteilung in der Verwaltungsstruktur des Deutschen Bundestages, des deutschen Parlaments
- ein Leitungsreferat des Direktors des Bundesrates (der Länderkammer der Bundesrepublik Deutschland)
- eine Stabsstelle des Landtags des Fürstentums Liechtenstein[4] (Parlamentsdienst)

## Schweiz
Die Schweizerischen Parlamentsdienste stehen in der Schweiz unter der Leitung des Generalsekretärs der Bundesversammlung. Dieser ist gleichzeitig Sekretär des Nationalrates, sein Stellvertreter ist Sekretär des Ständerates. Es arbeiten rund 320 Personen auf 245 Vollzeitstellen für die Parlamentsdienste.

### Aufgaben
Sie unterstützen die beiden Räte der Bundesversammlung (National- und Ständerat) und deren Organe (z. B. Kommissionen). Ihr Aufgabenbereich umfasst:
- Planung und Organisation der Sessionen (der Räte) und Kommissionssitzungen
- Sekretariatsaufgaben wie Berichte, Protokolle und Übersetzungen erstellen
- Beschaffung und Archivierung von Dokumenten
- Beratung der Ratsmitglieder in Fach- und Verfahrensfragen
- Öffentlichkeit über die Bundesversammlung informieren
- Parlamentarierreisen planen
- Ausländische Delegationen betreuen
- Verhandlungen dokumentieren

Die Bundesverfassung von 1999 sagt in Art. 155, dass die Bundesversammlung über Parlamentsdienste verfügt. Früher war die Bundeskanzlei Stabsstelle nicht nur für die Regierung, sondern auch für das Parlament.